# 天人互动
天人互动，是中国一家游戏公司，于2001年1月成立，曾在中国大陆代理发行《海狗》、《樱花大战》、《冠军足球经理》、《重返德军总部》、《文明帝國III》、《要塞》等游戏。因为在《魔剑》投入大量资金以及香港高阳宣布撤资，2003年12月天人互动倒闭。

## 历史
2001年1月，天人互动得到香港高阳投资的500万人民币注资后于北京正式成立。
2001年寒假，天人互动推出《冠军足球经理》、《重返德军总部》、《文明Ⅲ》、《要塞》等作品。
2001年6月6日，天人互动与世嘉在北京召开联合发布会，宣布世嘉旗下的“樱花大战”、“VR战士”、“索尼克”、“死亡之屋”系列等14款作品将在一年内在中国大陆上市。
2001年8月18日，天人互动代理的《樱花大战》上市，年底发售的《樱花大战2》也保持了之前一代发售时的热潮。两款游戏都出现各个发售点抢购断货的消息。与《樱花大战2》同期售价199元人民币的“樱花浪漫盒”（收录《樱花大战》、《樱花大战2》以及《樱花大战TV版》）。
2001年9月，天人互动与世嘉确定代理网游《梦幻之星Online》，但由于天人互动发现《梦幻之星Online》的存储是在本地硬盘，认为可能产生玩家私自修改存档数据的情况，与世嘉协商将存储改为服务器端，但世嘉采取较为强势的消极态度，天人互动最终放弃代理《梦幻之星Online》，最终导致天人互动与世嘉的联姻破裂。
2002年暑假，天人互动代理《无冬之夜》上市，但该译名在当时遭受玩家的质疑。后来，天人互动越来越多作品的代理作品汉化都发生翻译疏漏，最终爆出天人互动雇佣北京外国语学院的在校生进行汉化翻译。
2002年11月，天人互动代理《魔剑》内测，2003年4月公测。天人互动为代理《魔剑》付出巨额版权金，更架设当时具有很高质量的服务器。运营半年多之后，《魔剑》的同时在线人数不过5000人。
2003年7、8月间，天人互动资金链条开始断裂，天人互动先后进行两次裁员。年底，香港高阳宣布撤资，天人互动在寻求融资未果的情况下倒闭，《魔剑》也停止运营。

## 旗下游戏

### 单机游戏
- 《海狗》
- 《死亡之屋》
- 《死亡之屋2（英语：The House of the Dead 2）》
- 《重返德军总部》
- 《文明2》
- 《文明III》
- 《无冬之夜》
- 《要塞》
- 《要塞：十字军东征》
- 《樱花大战》
- 《樱花大战2 ～愿君平安～》
- 《上古卷轴III：晨风》
- 《闪点行动》
- 《索尼克CD》
- 《索尼克与纳克鲁斯》
- 《索尼克3D》
- 《索尼克R》

### 网络游戏
- 《魔剑》